# Syleni
Syleni (gr. Σειληνοί Seilēnoí, łac. Sileni) – pierwotne bóstwa rzek i źródeł czczone w Azji Mniejszej u Jonów i Frygów, którzy je przedstawiali pod postacią półkoni i półludzi. Byli synami Sylena i ojcami satyrów.